# Birgitta Ed
Birgitta Paulina Kristersson Ed, ursprungligen Ed, född den 2 september 1968 i Strängnäs domkyrkoförsamling, Södermanlands län, är en svensk präst, entreprenör och PR-konsult. Hon är gift med Sveriges statsminister Ulf Kristersson.
Åren 1991–1994 arbetade Birgitta Ed som sakkunnig i regeringskansliet (Utrikesdepartementet och Finansdepartementet). 1994 medgrundade Ed PR-byrån Sagt:Gjort, som genom en fusion år 2000 blev PR-byrån Springtime, där Ed var vd 2000–2001. Åren 2001–2003 var Ed vd för Stiftelsen Sverige i Europa och ledde ja-kampanjen inför Folkomröstningen om införande av euron i Sverige 2003. Åren 2009–2010 var Ed och byrån Springtime engagerade i den svenska utställningen på Världsutställningen 2010 i Shanghai. Hon grundade tillsammans med Göran Thorstenson och Bo Krogvig affärsutvecklingsbyrån Six Year Plan AB där hon är senior adviser och delägare.
År 2018 började hon läsa teologi i syfte att bli präst. Hon prästvigdes den 22 januari 2023 för Strängnäs stift av biskop Johan Dalman i Strängnäs domkyrka.
Tillsammans med sin make har hon tre adoptivdöttrar.

## Styrelseuppdrag
- Uppsala universitet, 2014 (nuvarande 2015) [9]
- Svenska handelskammaren i Kina, 2008 (nuvarande 2015)[10]
- Utrikespolitiska institutet, 2009 (till och med 2015) [11]
- Sweden China Trade Council, 2009 (nuvarande 2015) [12], sedan 2014 vice ordförande[13]
- Entreprenörskapsforum, 2010–2015 [14]
- Tekniska museet, 2012 (nuvarande 2015)[15]
- Nobel Center, 2014 (nuvarande 2015)[16]

Birgitta Ed har tidigare varit styrelsemedlem i Entreprenörskapsforum, 2010–2015 Stiftelsen Fritt Näringsliv, Öhman Fonder, Springtime och Jerringfonden.